# Влахово (район Рожнява)
Влахово (словац. Vlachovo, венг. Oláhpatak) — деревня в районе Рожнява Кошицкого края Словакии в исторической области Гемер.
Находится на реке Шайо, притоке Тисы в Словацких Рудных горах. Деревня расположена в 15 км к северо-западу от города  Рожнява. До столицы г. Братислава около 253 км.

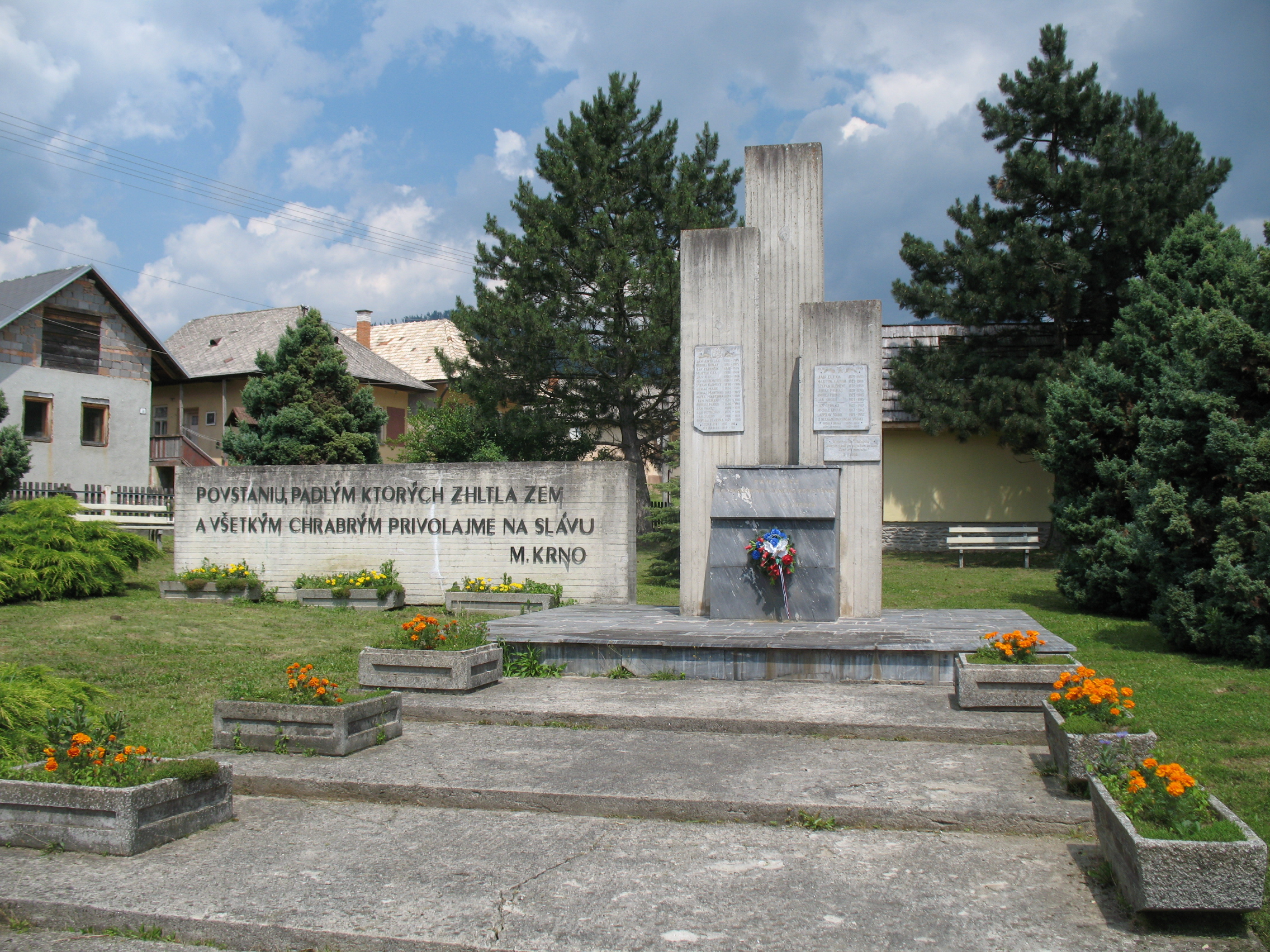
Памятник жертвам Второй мировой войны

Площадь — 37,33 кв.км. Высота — 403 м.
Население в 2023 году составляло 764 жителя. Плотность — 20,59 чел/кв.км. Более 99 % жителей составляют словаки.
Основано в первой половине XIV века горняками Добшина. Первые документальные упоминания о деревне датируются 1427 годом. До создания независимой Чехословакии в 1918 году деревня входила в состав Венгерского королевства. С 1938 по 1945 год снова была частью Венгрии.

## Население
| Год:                | 1994 | 2004 | 2014    | 2024     |
| ------------------- | ---- | ---- | ------- | -------- |
| Количество человек: | 914  | 914  | 860     | 764      |
| Разница:            |      | +0 % | −5,90 % | −11,16 % |

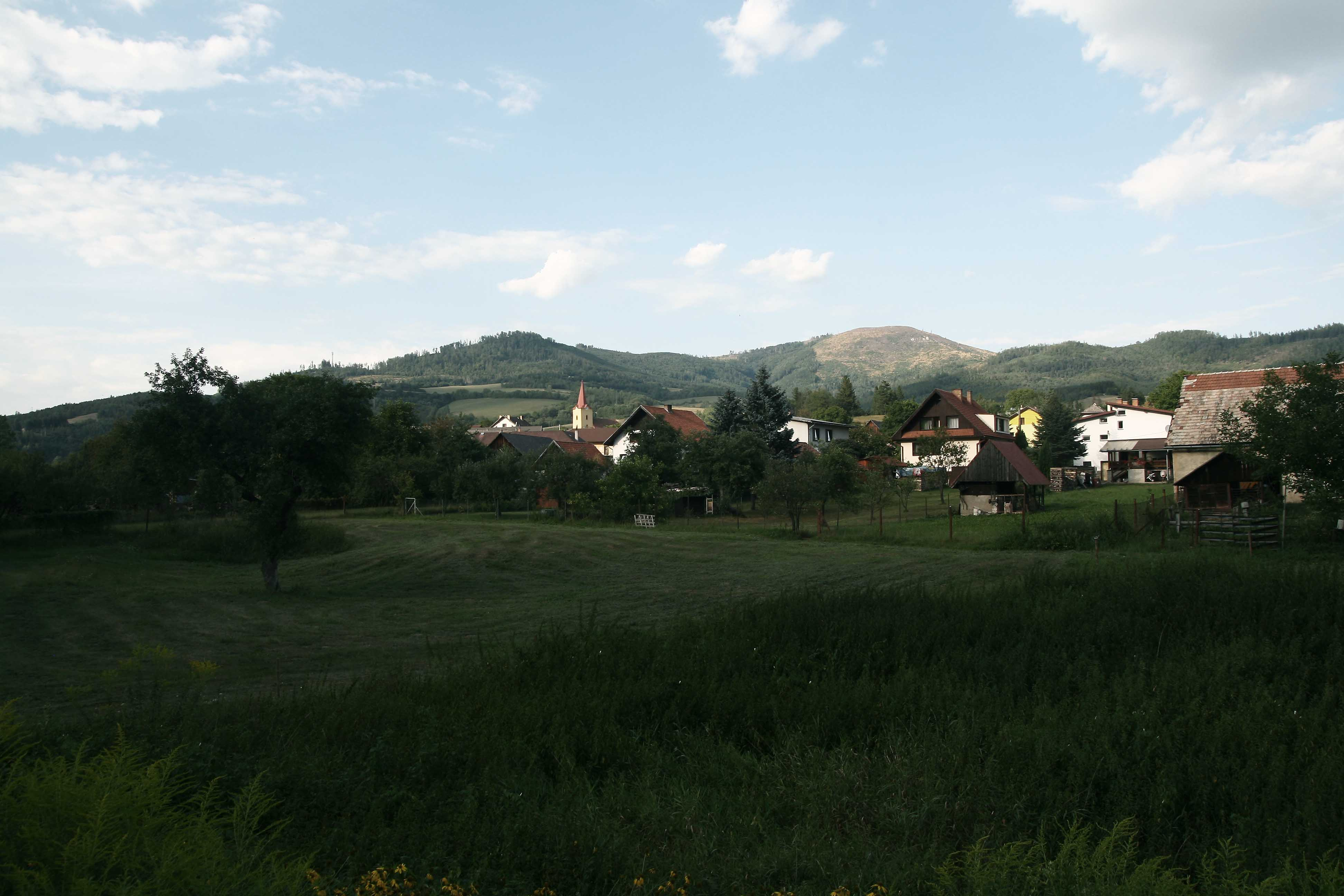
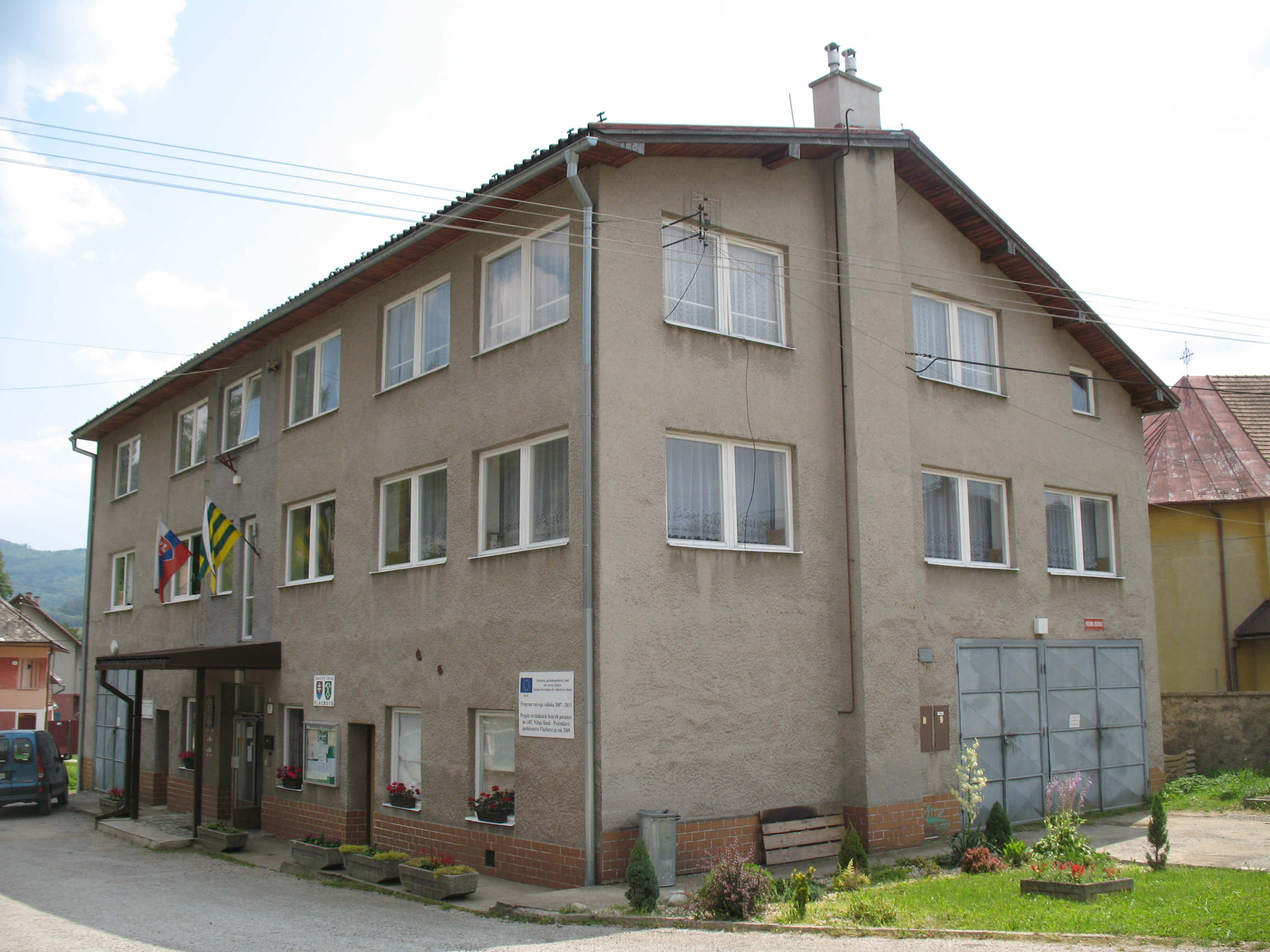
Администрация деревни
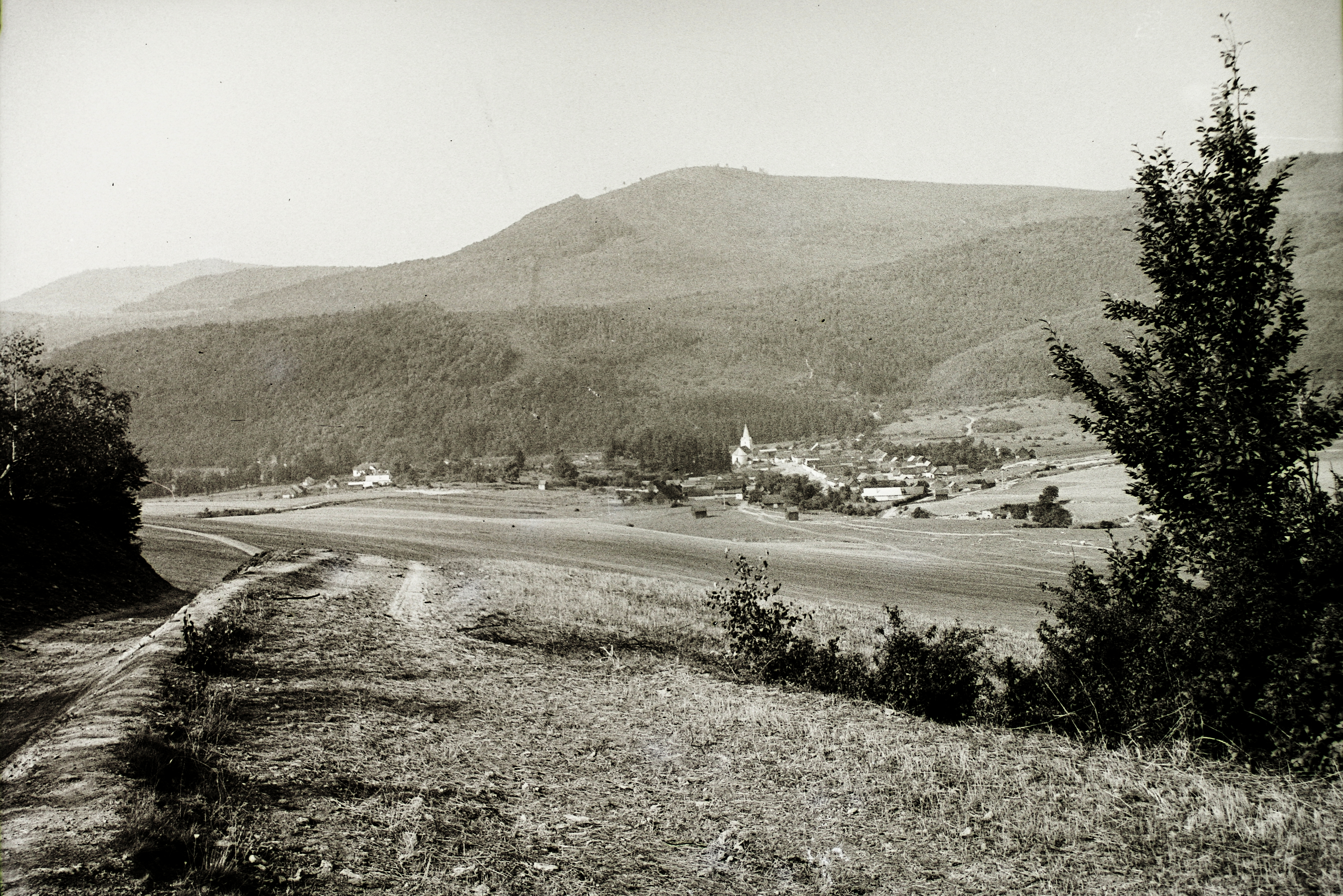
Архивное фото 1934 года
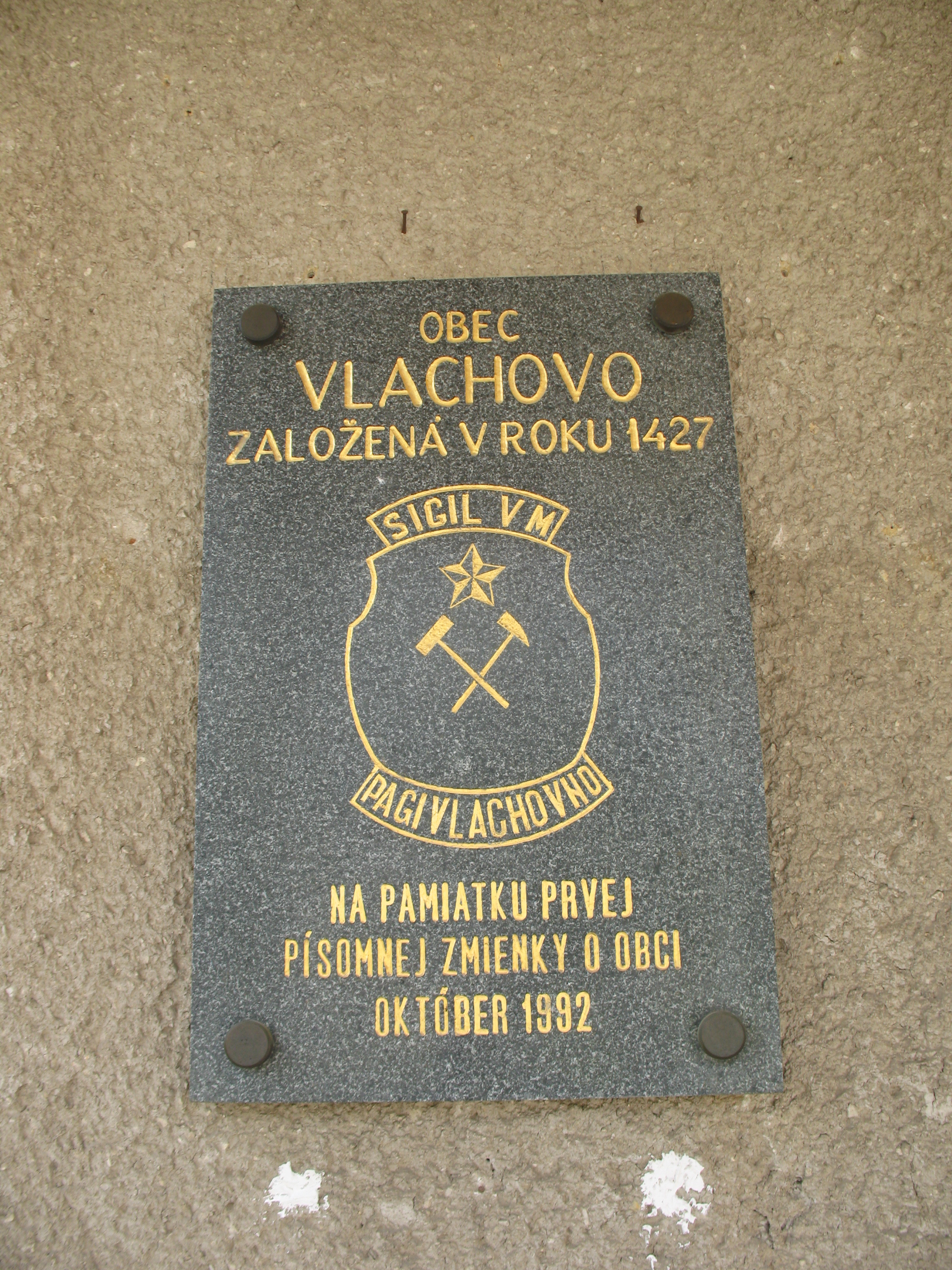
Герб деревни

## Известные уроженцы
- Андраши, Дьюла (1823—1890) — премьер-министр Королевства Венгрия (1867—1871).